# San Jerónimo (Málaga)
San Jerónimo es un barrio perteneciente al distrito de Churriana de la ciudad andaluza de Málaga, España. Según la delimitación oficial del ayuntamiento, limita al norte con el barrio de Los Manantiales; al este, con el barrio de Finca Monsálvez, al sur y al oeste, con terrenos no urbanizados de la falda de la sierra de Churiana; y al suroeste, con el barrio de Cañada de Ceuta. Está compuesto por viviendas unifamiliares adosadas y chalés.
Ninguna línea de autobús de la EMT alcanza los límites del barrio. 